# Hühnergans

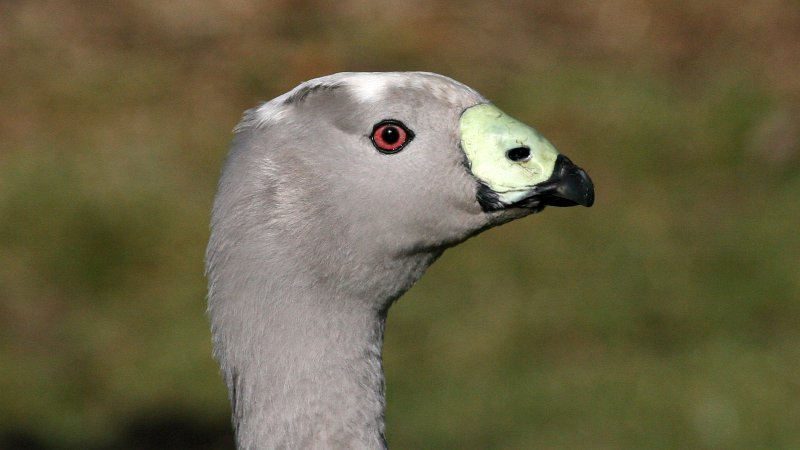
Kopf einer Hühnergans

Die Hühnergans (Cereopsis novaehollandiae) ist eine große, langbeinige Vogelart von gänseartiger Körperform mit einem im Verhältnis zum Körper kleinen Kopf und einer auffälligen gelbgrünlichen Wachshaut auf dem Oberschnabel. Hühnergänse zählen zu den konsequentesten Weidevögeln unter den Gänsevögeln und suchen Wasserflächen nur bei Gefahr auf.
Die Hühnergans kommt als Brutvogel nur noch auf den Inseln vor der australischen Südküste vor. Bis 1960 wurde sie stark bejagt, weil man in ihr einen Konkurrenten zum Weidevieh sah. Ihr Bestand betrug 1965 nur noch etwa 6.000 Individuen. Seit der Unterschutzstellung hat sich die Population wieder stark erholt, so dass sie nicht mehr als bedroht eingestuft wird.

## Erscheinungsbild

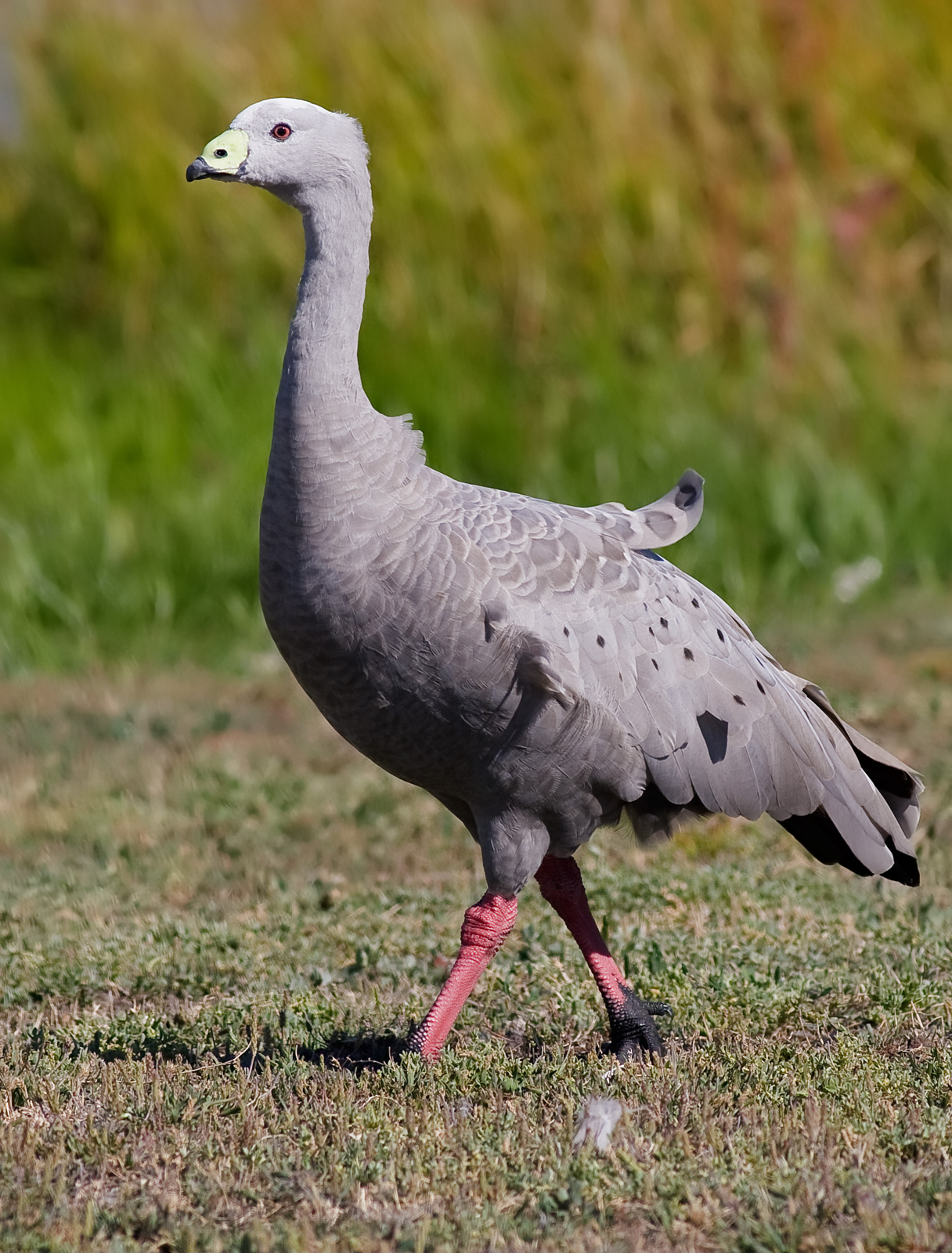
Hühnergans

Hühnergänse erreichen eine Körperlänge von 75 bis 91 Zentimetern und haben damit etwa die Größe einer Hausgans. Die Flügelspanne beträgt 137 bis 162 Zentimeter. Männchen und Weibchen unterscheiden sich äußerlich kaum voneinander, die Männchen sind jedoch schwerer. Bei im Zoo Prag gehaltenen Hühnergänsen wogen die Ganter im Schnitt 5,2 Kilogramm, die Weibchen dagegen nur 3,5 Kilogramm. Der Oberkopf ist weiß, der übrige Kopf sowie der Hals sind blassgrau. Das Körpergefieder ist aschgrau mit schwarzen Flügelspitzen. Die Beine sind blass rosafarben und die Füße sind schwarz. Der kurze schwarze Schnabel weist eine auffällige gelbe Nasenwachshaut auf. Die Augen sind haselnussbraun. Sie durchlaufen die Vollmauser nach der Brutperiode. Die Mauser wird eingeleitet durch den Schwingenabwurf, danach erfolgt der Wechsel der Steuerfedern und des Kleingefieders.
Das Dunenkleid frisch geschlüpfter Hühnergänse ist grauweiß. Ein schwarzbrauner Streif zieht sich von der Stirn über den Oberkopf und den Nacken zum Rücken. Von der gleichen Farbe sind ein Augenstreif, die Körperseiten sowie die Flügel. Der Schnabel und die Füße sind schwarz. Flügge gewordene Jungvögel beginnen mit der Kleingefiedermauser und tragen mit etwa sechs Monaten das erste Alterskleid. Junggänse sind etwas dunkler als die Altvögel und wirken stärker braun übertönt. Die Stirn- und die Kopfmitte sind dann noch rahmfarben bis hellgrau. Die Schnabelwachshaut weist dunkle Flecken auf.
Adulte Hühnergänse sind während der Fortpflanzungszeit gewöhnlich paarweise zu beobachten. Noch nicht geschlechtsreife Jungvögel bilden größere Trupps, und nach der Fortpflanzungszeit können Trupps mehrere hundert Individuen umfassen. Grundsätzlich sind diese Trupps aber nur locker vergesellschaftet. An Land laufen sie mit einer rollenden und schlingernden Körperbewegung, sie sind auf kurze Strecken aber sehr schnell. Hühnergänse sind grundsätzlich scheu und suchen bei Störungen das Wasser auf. Sie sind gute Schwimmer und Taucher. Im Flug ist der Kopf weit nach vorne gestreckt, die Flugbewegungen sind kräftig und gleichmäßig und von Gleitphasen unterbrochen. Während sie an Land oder auf dem Wasser wenig ruffreudig sind, rufen sie während des Fluges regelmäßig. Männchen lassen ein lautes abgehacktes Quaken hören, die Weibchen dagegen langgezogene Grunzlaute.

## Verbreitung

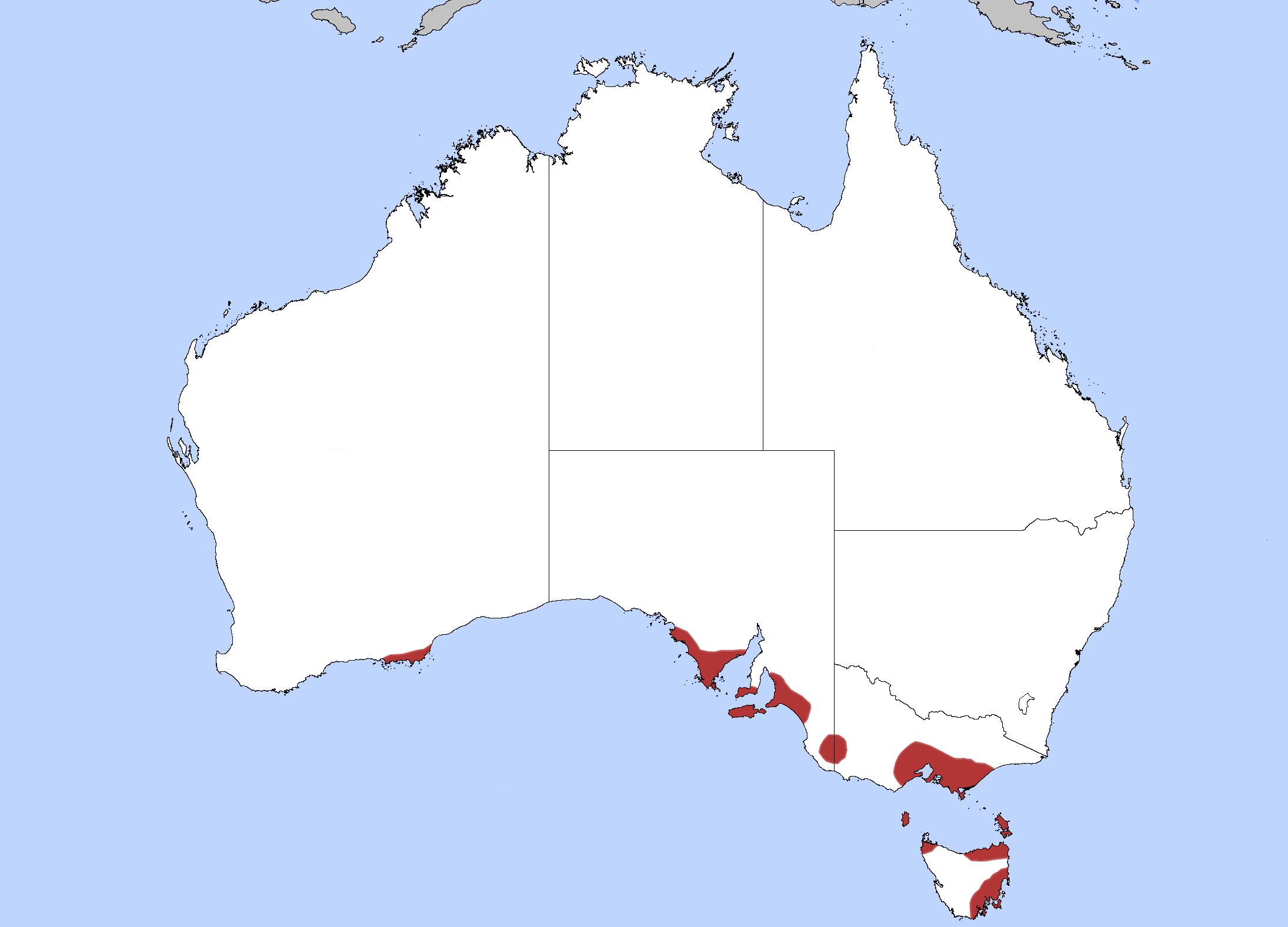
Verbreitungskarte der Hühnergans

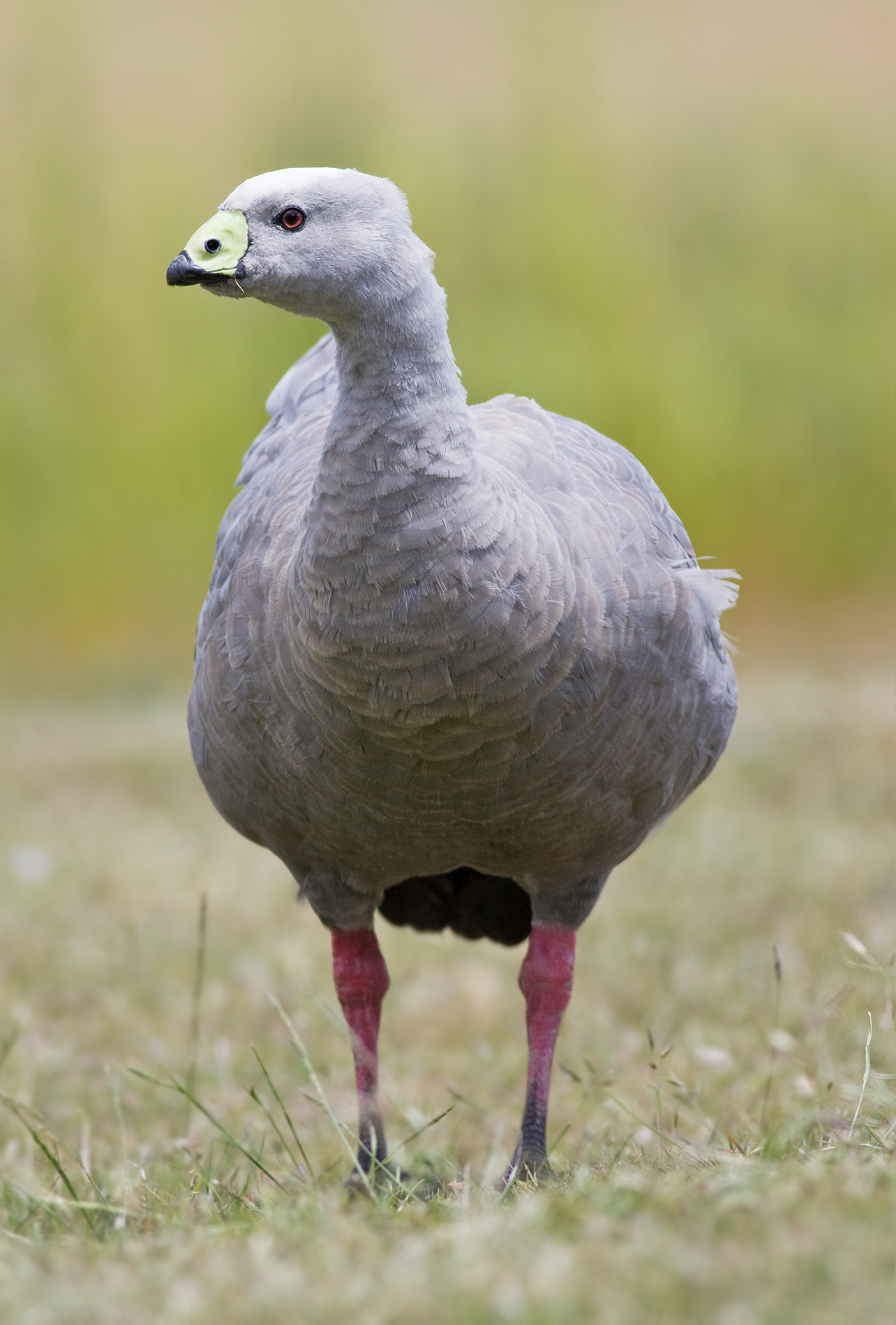

Hühnergänse leben ausschließlich im Süden des australischen Kontinents sowie auf der Insel Tasmanien. Ihr Verbreitungsschwerpunkt sind die zwischen dem australischen Kontinent und Tasmanien gelegenen menschenleeren Inseln sowie der Küstenstreifen im Südosten Australiens. Irrgäste erreichen manchmal auch Neuseeland. Im australischen Sommer ziehen die Vögel gelegentlich auf der Suche nach Nahrung zum Festland. Die Wanderbewegungen sind eine Reaktion auf die Sommertrockenzeit, in denen die für die Hühnergänse als Nahrung wichtigen Gräser nur sehr spärlich wachsen.
In Neuseeland wurde auf der Südhalbinsel 1915 eine kleine Zahl an Hühnergänsen eingeführt. Bis 1967 wurden Hühnergänse gelegentlich beobachtet, dabei zum Teil in größerer Entfernung vom ursprünglichen Auswilderungsort.

## Lebensraum
Der Lebensraum der Hühnergans sind kurzrasige, mit schütterem Gesträuch und Horstgräsern bestandene Marschen an Salz- oder Brackgewässern, an die sie durch die Fähigkeit, Salzwasser zu trinken, gut angepasst sind. Die Tiere meiden allerdings das Wasser und leben normalerweise nur an Land.
Bei den Inseln, auf denen Hühnergänse brüten, handelt es sich meist um kleine und sehr flache Inseln. Die Vegetation auf den Inseln muss dicht genug sein, so dass die Nester zwischen schützender Vegetation angelegt werden können. In der Regel finden sich Nahrungsgründe mit kurzem Gras in unmittelbarer Nähe zu den Nistplätzen. Steinige und steile Inseln werden dagegen von den Hühnergänsen gemieden.

## Nahrung
Hühnergänse ernähren sich in erster Linie von Gräsern und deren kleinen Samen. Sie präferieren Gräser mit einem hohen Stickstoff-Gehalt und sind deswegen häufig auf bewässerten Feldern, gedüngten Weiden und an den Rändern von Feuchtgebieten zu beobachten.
Grashalme werden von ihnen mit der Schnabelspitze erfasst und durch eine Rückwärtsbewegung des Kopfes abgerissen. Sie verbringen den größten Teil der Tageszeit mit Fressen. Im Sommerhalbjahr sind dies bis zu 12 Stunden täglich, während des Winters grasen sie zwischen sechs und sieben Stunden. Ihr Verdauungssystem ist sehr einfach, aufgenommene Nahrung wird nur teilweise verwertet und nach durchschnittlich 1,3 Stunden wieder ausgeschieden.
In fressenden Trupps ist antagonistisches Verhalten häufig zu beobachten. Hühnergänse reagieren aggressiv, wenn sie sich zu nahe kommen. Beim Drohverhalten wird der Hals stark gebeugt, die Halsfedern sind gesträubt, der Kopf gesenkt und die gefalteten Flügel angehoben. Angreifende Hühnergänse strecken den Kopf weit nach vorne und laufen oder fliegen in Richtung des anderen Vogels. Bei direkten Auseinandersetzungen setzen sie den Hals, Schnabel, die Füße und die Flügel ein.

## Fortpflanzung
Zwischen den Geschlechtern bildet sich gewöhnlich eine über die Brutsaison im Frühherbst hinausgehende Paarbeziehung. Die Paarbildung beginnt in der Regel in einem Alter von 12 Monaten. Im Alter von 24 Monaten sind die meisten Hühnergänse verpaart. Sie sind in der Regel 36 Monate alt, wenn sie das erste Mal zur Brut schreiten. In Ausnahmefällen brüten auch schon erst 24 Monate alte Hühnergänse.

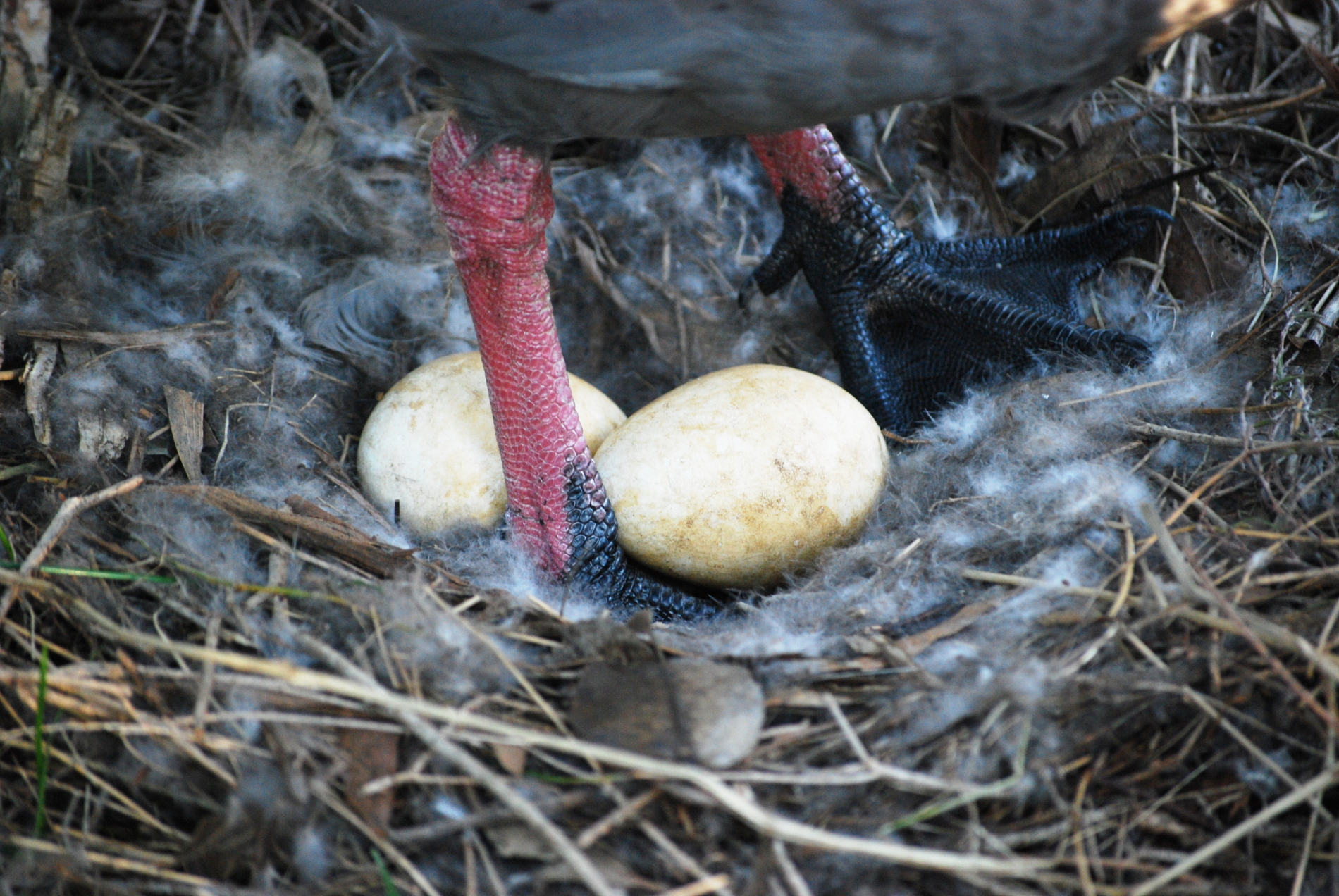
Nest mit Eiern

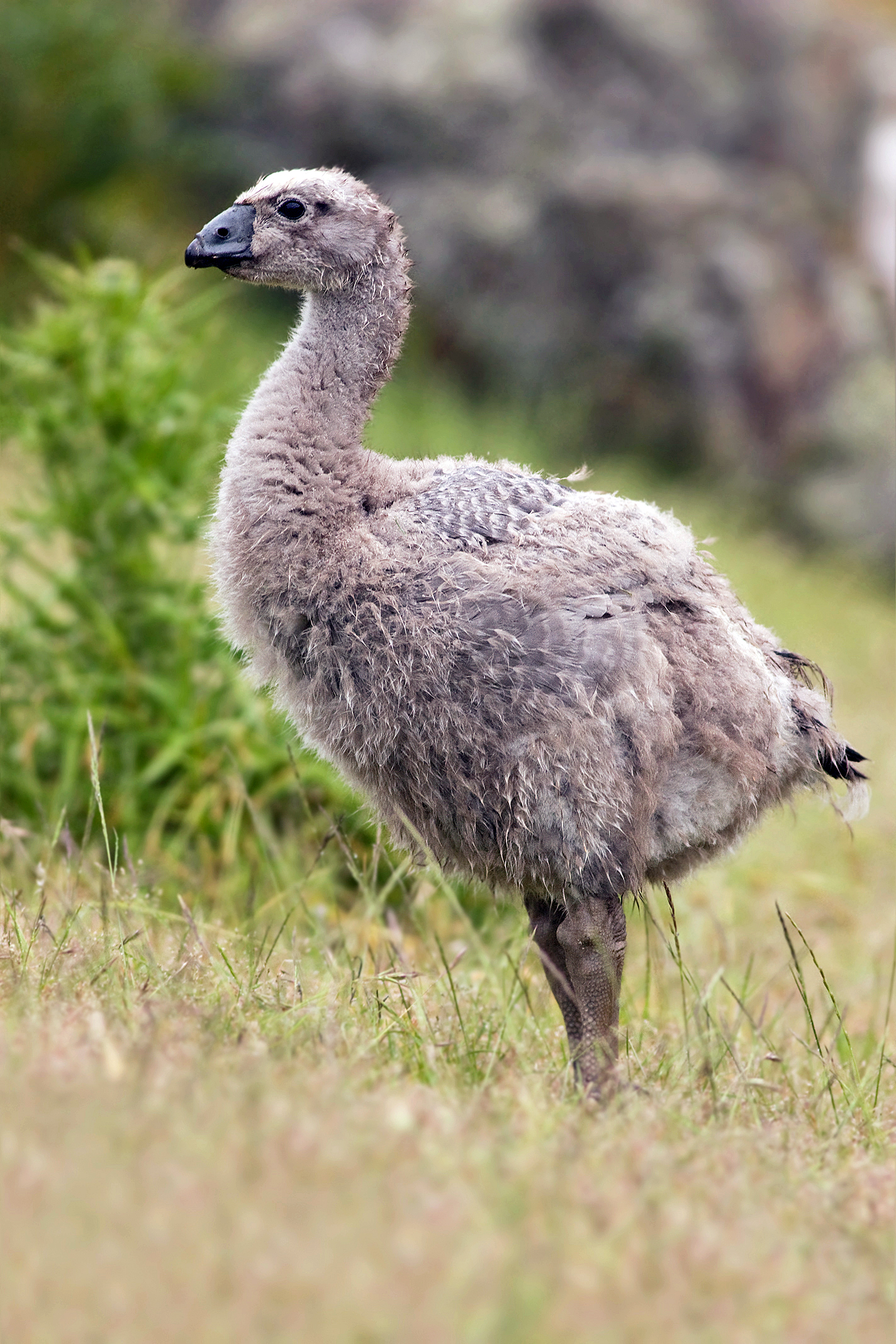
Jungvogel der Hühnergans

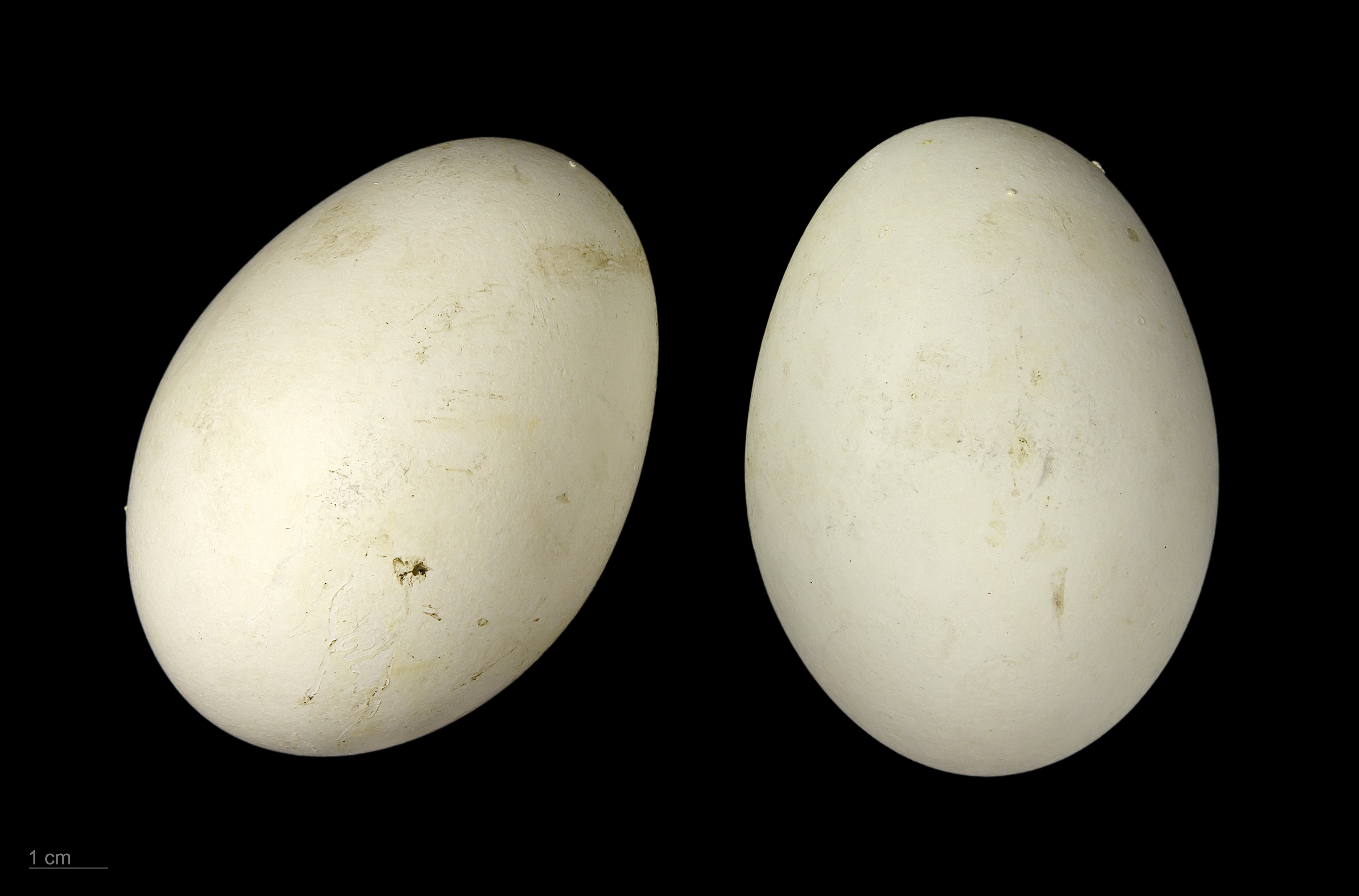
Cereopsis novaehollandiae

Die Brutzeit fällt in den australischen Winter und damit in die Wachstumsperiode der Gräser, von denen sich die Hühnergänse ernähren. Brutbeginn ist gewöhnlich zwischen Mai und Juli. Die Gänse treffen allerdings in der Regel bereits im Februar auf den Inseln ein, die ihr Brutrevier darstellen. Die Größe des Brutreviers ist abhängig von der Qualität des jeweiligen Habitats. In guten Habitaten hat das Revier eine durchschnittliche Größe von 3.364 Quadratmetern, in weniger geeigneten Habitaten ist es dagegen 5.237 Quadratmeter groß.
Anders als bei den Echten Gänsen hilft das Männchen beim Nestbau, brütet jedoch nicht selbst. Das mit Daunenfedern ausgekleidete Bodennest aus trockenem Gras wird lautstark gegen rivalisierende Brutpaare verteidigt. Es wird bevorzugt im Deckungsbereich von Horstgräsern und Büschen errichtet. Nester in Strauchkronen kommen vor, sind aber selten. Das Weibchen legt etwa vier bis sieben cremefarbene und raukörnige Eier. Der Legeabstand beträgt ein bis zwei Tage. Die Brut beginnt nach Ablage des ersten Eis. Während der Brutzeit verbringt der weibliche Elternvogel etwa siebzig Prozent seiner Zeit auf dem Nest. Er verliert in dieser Zeit etwa 20 Prozent seines Körpergewichts. Nach einer Brutzeit von etwa 35 Tagen schlüpfen die Jungen, die mit Frühlingsbeginn meistens flügge sind.
Zu den Fressfeinden, die insbesondere Eier und Jungvögel fressen, zählen die Dickschnabelmöwe und die Tasmankrähe. Zahlreiche Jungvögel fallen auch verwilderten Hauskatzen zum Opfer.

## Systematik
Hühnergänse weisen zahlreiche innerhalb der Gänseartigen urtümliche (plesiomorphe) Merkmale auf, wodurch sie nach morphologischen Merkmalen innerhalb der Verwandtschaftsgruppe recht isoliert stehen. Zu den auffälligen Merkmalen zählen die nur teilweise mit Schwimmhäuten versehenen Füße, das Einölen der Dunenküken durch die Elternvögel mit dem Sekret der Bürzeldrüse, eine Paarung an Land und ein Balzverhalten, das keinerlei Elemente aufweist, die im Wasser stattfinden.
Nach morphologischen Merkmalen wird die Art oft in eine eigene (monotypische) Tribus Cereopseini (alternativ auch Cereopsini geschrieben) gestellt.
Danach ergäbe sich die folgende Phylogenie (nur rezente Gruppen berücksichtigt):
|  | Echte Gänse (Anserini)                                                                   |
|  |                                                                                          |
|  | \| \| Coscorobaschwan Coscoroba coscoroba \| \| \| \| \| \| Schwäne (Cygnus) \| \| \| \| |
|  |                                                                                          |
|  | Coscorobaschwan Coscoroba coscoroba                                                      |
|  |                                                                                          |
|  | Schwäne (Cygnus)                                                                         |
|  |                                                                                          |

|  | Coscorobaschwan Coscoroba coscoroba |
|  |                                     |
|  | Schwäne (Cygnus)                    |
|  |                                     |

|  | Echte Gänse (Anserini)                                                                   |
|  |                                                                                          |
|  | \| \| Coscorobaschwan Coscoroba coscoroba \| \| \| \| \| \| Schwäne (Cygnus) \| \| \| \| |
|  |                                                                                          |
|  | Coscorobaschwan Coscoroba coscoroba                                                      |
|  |                                                                                          |
|  | Schwäne (Cygnus)                                                                         |
|  |                                                                                          |

|  | Coscorobaschwan Coscoroba coscoroba |
|  |                                     |
|  | Schwäne (Cygnus)                    |
|  |                                     |

|  | Echte Gänse (Anserini)                                                                   |
|  |                                                                                          |
|  | \| \| Coscorobaschwan Coscoroba coscoroba \| \| \| \| \| \| Schwäne (Cygnus) \| \| \| \| |
|  |                                                                                          |
|  | Coscorobaschwan Coscoroba coscoroba                                                      |
|  |                                                                                          |
|  | Schwäne (Cygnus)                                                                         |
|  |                                                                                          |

|  | Coscorobaschwan Coscoroba coscoroba |
|  |                                     |
|  | Schwäne (Cygnus)                    |
|  |                                     |

|  | Echte Gänse (Anserini)                                                                   |
|  |                                                                                          |
|  | \| \| Coscorobaschwan Coscoroba coscoroba \| \| \| \| \| \| Schwäne (Cygnus) \| \| \| \| |
|  |                                                                                          |
|  | Coscorobaschwan Coscoroba coscoroba                                                      |
|  |                                                                                          |
|  | Schwäne (Cygnus)                                                                         |
|  |                                                                                          |

|  | Coscorobaschwan Coscoroba coscoroba |
|  |                                     |
|  | Schwäne (Cygnus)                    |
|  |                                     |

|  | Echte Gänse (Anserini)                                                                   |
|  |                                                                                          |
|  | \| \| Coscorobaschwan Coscoroba coscoroba \| \| \| \| \| \| Schwäne (Cygnus) \| \| \| \| |
|  |                                                                                          |
|  | Coscorobaschwan Coscoroba coscoroba                                                      |
|  |                                                                                          |
|  | Schwäne (Cygnus)                                                                         |
|  |                                                                                          |

|  | Coscorobaschwan Coscoroba coscoroba |
|  |                                     |
|  | Schwäne (Cygnus)                    |
|  |                                     |

|  | Echte Gänse (Anserini)                                                                   |
|  |                                                                                          |
|  | \| \| Coscorobaschwan Coscoroba coscoroba \| \| \| \| \| \| Schwäne (Cygnus) \| \| \| \| |
|  |                                                                                          |
|  | Coscorobaschwan Coscoroba coscoroba                                                      |
|  |                                                                                          |
|  | Schwäne (Cygnus)                                                                         |
|  |                                                                                          |

|  | Coscorobaschwan Coscoroba coscoroba |
|  |                                     |
|  | Schwäne (Cygnus)                    |
|  |                                     |

|  | Echte Gänse (Anserini)                                                                   |
|  |                                                                                          |
|  | \| \| Coscorobaschwan Coscoroba coscoroba \| \| \| \| \| \| Schwäne (Cygnus) \| \| \| \| |
|  |                                                                                          |
|  | Coscorobaschwan Coscoroba coscoroba                                                      |
|  |                                                                                          |
|  | Schwäne (Cygnus)                                                                         |
|  |                                                                                          |

|  | Coscorobaschwan Coscoroba coscoroba |
|  |                                     |
|  | Schwäne (Cygnus)                    |
|  |                                     |

|  | Echte Gänse (Anserini)                                                                   |
|  |                                                                                          |
|  | \| \| Coscorobaschwan Coscoroba coscoroba \| \| \| \| \| \| Schwäne (Cygnus) \| \| \| \| |
|  |                                                                                          |
|  | Coscorobaschwan Coscoroba coscoroba                                                      |
|  |                                                                                          |
|  | Schwäne (Cygnus)                                                                         |
|  |                                                                                          |

|  | Coscorobaschwan Coscoroba coscoroba |
|  |                                     |
|  | Schwäne (Cygnus)                    |
|  |                                     |

Nach genetischen Daten erwies sich unerwarteterweise der südamerikanische Coscorobaschwan als nahe verwandt und wäre die Schwesterart. Auch dieser steht taxonomisch recht isoliert in einer monotypischen Gattung Coscoroba.
Danach ergäben sich folgende Verwandtschaftsverhältnisse
|             | Schwäne (Cygnus)                                                                     |
|             |                                                                                      |
| Cereopseini | \| \| Coscorobaschwan (Coscoroba coscoroba) \| \| \| \| \| \| Hühnergans \| \| \| \| |
|             | \| \| Coscorobaschwan (Coscoroba coscoroba) \| \| \| \| \| \| Hühnergans \| \| \| \| |
|             | Coscorobaschwan (Coscoroba coscoroba)                                                |
|             |                                                                                      |
|             | Hühnergans                                                                           |
|             |                                                                                      |

|  | Coscorobaschwan (Coscoroba coscoroba) |
|  |                                       |
|  | Hühnergans                            |
|  |                                       |

|             | Schwäne (Cygnus)                                                                     |
|             |                                                                                      |
| Cereopseini | \| \| Coscorobaschwan (Coscoroba coscoroba) \| \| \| \| \| \| Hühnergans \| \| \| \| |
|             | \| \| Coscorobaschwan (Coscoroba coscoroba) \| \| \| \| \| \| Hühnergans \| \| \| \| |
|             | Coscorobaschwan (Coscoroba coscoroba)                                                |
|             |                                                                                      |
|             | Hühnergans                                                                           |
|             |                                                                                      |

|  | Coscorobaschwan (Coscoroba coscoroba) |
|  |                                       |
|  | Hühnergans                            |
|  |                                       |

|             | Schwäne (Cygnus)                                                                     |
|             |                                                                                      |
| Cereopseini | \| \| Coscorobaschwan (Coscoroba coscoroba) \| \| \| \| \| \| Hühnergans \| \| \| \| |
|             | \| \| Coscorobaschwan (Coscoroba coscoroba) \| \| \| \| \| \| Hühnergans \| \| \| \| |
|             | Coscorobaschwan (Coscoroba coscoroba)                                                |
|             |                                                                                      |
|             | Hühnergans                                                                           |
|             |                                                                                      |

|  | Coscorobaschwan (Coscoroba coscoroba) |
|  |                                       |
|  | Hühnergans                            |
|  |                                       |

|             | Schwäne (Cygnus)                                                                     |
|             |                                                                                      |
| Cereopseini | \| \| Coscorobaschwan (Coscoroba coscoroba) \| \| \| \| \| \| Hühnergans \| \| \| \| |
|             | \| \| Coscorobaschwan (Coscoroba coscoroba) \| \| \| \| \| \| Hühnergans \| \| \| \| |
|             | Coscorobaschwan (Coscoroba coscoroba)                                                |
|             |                                                                                      |
|             | Hühnergans                                                                           |
|             |                                                                                      |

|  | Coscorobaschwan (Coscoroba coscoroba) |
|  |                                       |
|  | Hühnergans                            |
|  |                                       |

|             | Schwäne (Cygnus)                                                                     |
|             |                                                                                      |
| Cereopseini | \| \| Coscorobaschwan (Coscoroba coscoroba) \| \| \| \| \| \| Hühnergans \| \| \| \| |
|             | \| \| Coscorobaschwan (Coscoroba coscoroba) \| \| \| \| \| \| Hühnergans \| \| \| \| |
|             | Coscorobaschwan (Coscoroba coscoroba)                                                |
|             |                                                                                      |
|             | Hühnergans                                                                           |
|             |                                                                                      |

|  | Coscorobaschwan (Coscoroba coscoroba) |
|  |                                       |
|  | Hühnergans                            |
|  |                                       |

|             | Schwäne (Cygnus)                                                                     |
|             |                                                                                      |
| Cereopseini | \| \| Coscorobaschwan (Coscoroba coscoroba) \| \| \| \| \| \| Hühnergans \| \| \| \| |
|             | \| \| Coscorobaschwan (Coscoroba coscoroba) \| \| \| \| \| \| Hühnergans \| \| \| \| |
|             | Coscorobaschwan (Coscoroba coscoroba)                                                |
|             |                                                                                      |
|             | Hühnergans                                                                           |
|             |                                                                                      |

|  | Coscorobaschwan (Coscoroba coscoroba) |
|  |                                       |
|  | Hühnergans                            |
|  |                                       |

|             | Schwäne (Cygnus)                                                                     |
|             |                                                                                      |
| Cereopseini | \| \| Coscorobaschwan (Coscoroba coscoroba) \| \| \| \| \| \| Hühnergans \| \| \| \| |
|             | \| \| Coscorobaschwan (Coscoroba coscoroba) \| \| \| \| \| \| Hühnergans \| \| \| \| |
|             | Coscorobaschwan (Coscoroba coscoroba)                                                |
|             |                                                                                      |
|             | Hühnergans                                                                           |
|             |                                                                                      |

|  | Coscorobaschwan (Coscoroba coscoroba) |
|  |                                       |
|  | Hühnergans                            |
|  |                                       |

|             | Schwäne (Cygnus)                                                                     |
|             |                                                                                      |
| Cereopseini | \| \| Coscorobaschwan (Coscoroba coscoroba) \| \| \| \| \| \| Hühnergans \| \| \| \| |
|             | \| \| Coscorobaschwan (Coscoroba coscoroba) \| \| \| \| \| \| Hühnergans \| \| \| \| |
|             | Coscorobaschwan (Coscoroba coscoroba)                                                |
|             |                                                                                      |
|             | Hühnergans                                                                           |
|             |                                                                                      |

|  | Coscorobaschwan (Coscoroba coscoroba) |
|  |                                       |
|  | Hühnergans                            |
|  |                                       |

## Schutz
Die Hühnergans steht unter Schutz. Das um 1960 befürchtete Aussterben konnte durch Schutzmaßnahmen, insbesondere ein Jagdverbot, verhindert werden. Die IUCN schätzt die Gesamtpopulation auf 16.000 bis 18.000 Tiere und stuft die Art als „nicht gefährdet“ (least concern) ein.
Zur Bestandserholung hat beigetragen, dass sich durch Weidewirtschaft mehr für die Hühnergans geeignete Habitate entwickelt haben. Auf den Brutinseln hat Weidevieh dazu beigetragen, dass offene kurzgrasige Flächen entstanden sind. Auch auf den Inseln, die als Naturschutzreservate ausgewiesen sind, wird eine extensive Beweidung für notwendig gehalten. Auf Inseln, auf denen die Beweidung eingestellt wurde, wuchsen diese Flächen sehr schnell wieder zu. Nach wie vor wird jedoch der Schaden diskutiert, den eine dichte Ansammlung von Hühnergänsen auf Weideflächen anrichten kann.

## Haltung in Europa
Hühnergänse wurden erstmals im Jahre 1830/31 nach England importiert. Bereits kurz darauf gelang die Zucht im Zoo London. Der Zoo Berlin hält Hühnergänse seit 1845.
Hühnergänse pflanzen sich auch in Europa im Winterhalbjahr fort. Die Fortpflanzungsaktivitäten beginnen, wenn die Tageslängen unter 10 Stunden fallen. Zwischen November und Januar werden in der Regel die Eier gelegt.